# Bijedići
Bijedići (cyr. Биједићи) – wieś w Czarnogórze, w gminie Bijelo Polje. W 2011 roku liczyła 71 mieszkańców.